# Донник крымский
Донник крымский (лат. Melilotus tauricus) — вид травянистых растений рода Донник (Melilotus) семейства Бобовые (Fabaceae).

## Ботаническое описание
Двулетние травянистые растения, 30—80 см высотой. Светло‑зеленое или сизое растение с прямыми ветвистыми стеблями, голыми или слабо‑волосистыми. Прилистники шиловидные, цельные, очень редко нижние в основании зубчатые. Листочки нижних листьев ромбические, обратнояйцевидные или округло‑клиновидные, верхние продолговатые, клиновидные, притупленные, с 8—12 зубчиками с каждой стороны верхней половины листочка, внизу цельные.
Кисти 5—10 см длиной, рыхлые, при плодах значительно удлиняющиеся. Цветки 5—6 (7) мм длиной, поникающие. Чашечка около 3 мм длиной, волосистая, до половины надрезанная на ланцетно‑линейные зубцы. Венчик белый, с почти равными по длине долями. Завязь на короткой ножке, волосистая, вытянутая вдвое превышающий её столбик, с двумя семяпочками. Бобы 4—7 мм длиной, молодые — слабо волосистые, зеленовато‑серые, зрелые — голые, светло‑бурые, складчато‑морщинистые. Семя одно, редко два, около 2,5 мм длиной, светло‑бурое, со слегка волнистой поверхностью. 2n=16.

## Распространение
Ареал европейско‑малоазиатский. Средняя и Южная Европа (Румыния); Восточная Европа: Крым (в горном — довольно часто, в степном — редко (окрестности Евпатории), Симферополь и Керчь (заносное); Причерноморская Украина (Генический район, Новоалексеевка), Молдавия; Малая Азия (Турция — редко). На сухих склонах холмов, гор, по осыпям, на прибрежных скалах, по лесным лужайкам, как сорное в виноградниках.